# Live View
El modo Live View, previsualización en vivo o disparar con visión en directo, es una de las opciones que nos dan las cámaras Réflex en el momento de hacer una fotografía. Con esta opción la cámara nos permite disparar mientras vemos en la pantalla de esta la imagen en directo, para comprobar de esta forma cómo quedará con los ajustes de luz, diafragma y otros elegidos.
Cuando se dispara utilizando este modo de visión no es posible mirar por el visor, ya que el espejo se levanta y la cámara capta la imagen que recoge el sensor de forma electrónica, o lo que es lo mismo, funcionaría con un visor electrónico.

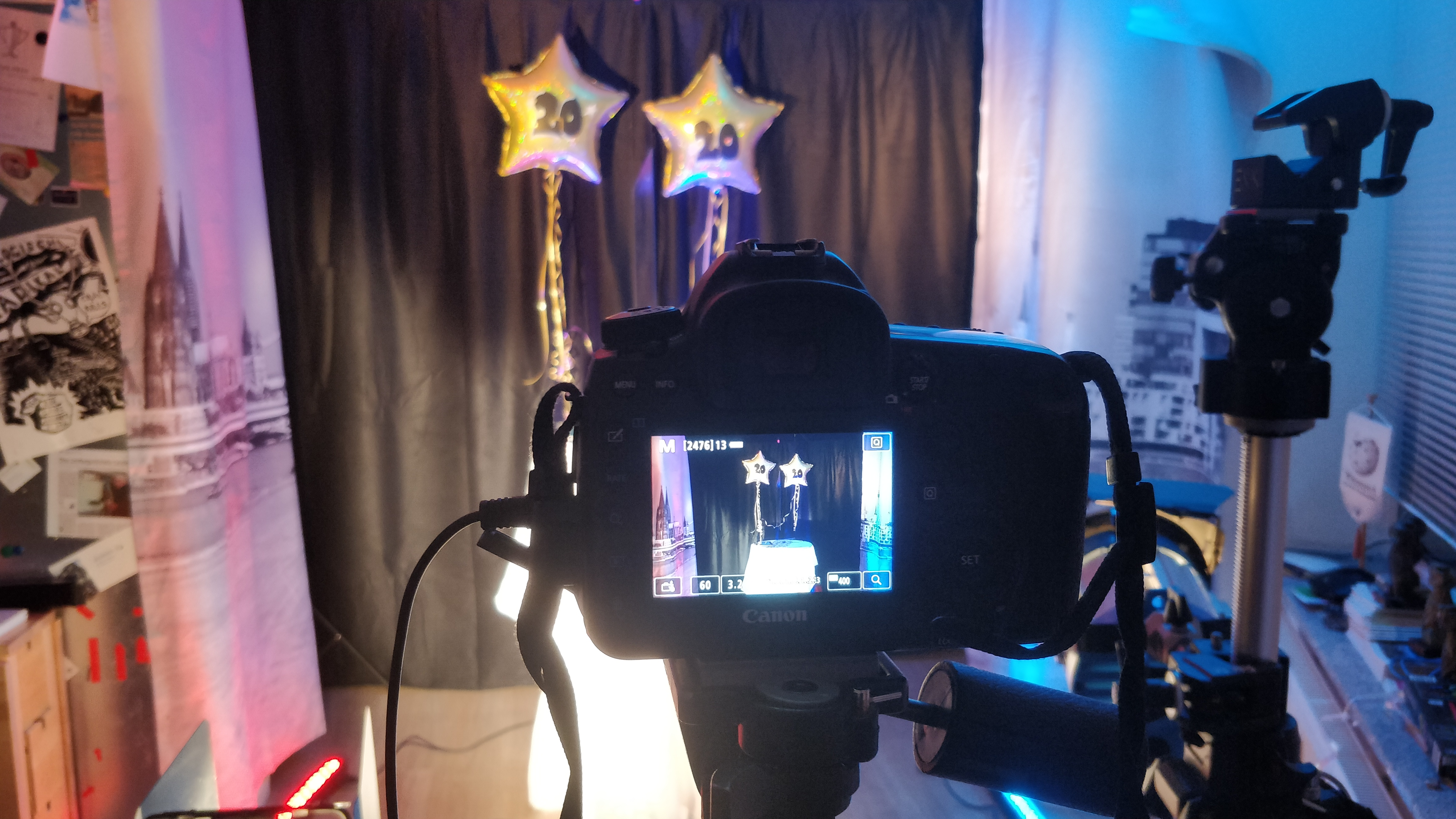
Utilización del modo Live View

### Ventajas del modo Live View
- Podemos cambiar los parámetros de la fotografía mientras vemos el resultado en la imagen.
- Te permite fotografiar con ángulos imposibles mirando por el visor.
- Lo que ves en pantalla es lo que se captará en la imagen.
- Mayor precisión en el enfoque.
- Podemos añadir guías para el encuadre de la fotografía, como una línea horizontal para captar horizontes.

### Inconvenientes del modo Live View
- Consume más batería que mirando por el visor.
- Inestabilidad si no se dispara con la ayuda de un trípode.
- Flash y enfoque más lento.
- Utilizarlo durante un largo tiempo puede calentar el interior de la cámara.